# Мілевський Флоріан Цезарович
Мілевський Флоріан Цезарович (28 березня 1935 р., с. Макарівська Буда, Київська обл. — 12 квітня 1994 р., с. Макарівська Буда, Київська обл.) — радянський та український поет, журналіст.

## Життєвий шлях
Мілевський Флоріан Цезарович народився 28 березня 1935 року в селі Макарівська Буда на Київщині, в сім'ї колгоспника.
Батько — Мілевський Цезар Станіславович (1906 р.н.) був учасником воєних дій у Другій світовій війні та трагічно загинув в бою у Вінницькій області.
Мати — Мілевська Станіслава Адольфівна (1903 р.н.). Батьки за походженням поляки, відповідно і національність у дітей збереглася. В сім'ї Мілевських було четверо дітей — його сестра Мечеслава, яка і досі живе на Київщині, сам Флоріан, брат Адольф (помер у 1997 р.) та сестра Антоніна (померла у 2018 р.)
Його дідусь — Мілевський Станіслав Валентинович (польською - Валентович) народився в 1880 році в с. Буда Макарівська Макарівського повіту Київської губернії, в селянській родині. Освіти не отримав. Проживав у с. Макарівська Буда, працював у своєму господарстві і був прихожанином місцевого храму. 23 січня 1930 — заарештований по груповій справі «Макарівської релігійно-католицької громади», що «активно проводила антирадянську роботу на селі». В обвинувальному висновку він був представлений як «затятий патріот Польщі, до Радянської влади ставився негативно, проводив антирадянську роботу, налаштовуючи селян проти Радянської влади». 9 травня 1930 — звільнений до суду під підписку про невиїзд. Подальша доля невідома.
Після закінчення семирічки в рідному селі вчився у Забуянській середній школі. Потім працював у колгоспі, служив у Радянській армії, був художником-оформлювачем на заводі. Після демобілізації — став літературним працівником редакції районної газети «Ленінська зоря» у селищі Макарів Київської області. Розпочав друкуватися в періодиці з 1958 року. Його вірші друкувалися в журналах: «Зміна», «Дніпро», «Вітчизна», газетах «Літературна Україна», «Колгоспне село». Про вірші поета схвально відгукувалися Володимир Сосюра і Андрій Малишко.
Перша збірка його віршів вийшла під назвою «Камінь цвіте іскрами»  («Молодь», 1966), наступна  — «Небо криничара»  (1972). В наш час знайти обидві книги можна в Науковій бібліотеці імені М. Максимовича. Електронну версію можна завантажити на http://www.twirpx.com/
Флоріан Мілевський був членом спілки письменників України. 70-тій річниці з дня Народження поета було присвячено вечір пам'яті його творчості. Декілька статей у газеті «Макарівські вісті» і в наш час розповідають про життя і творчість свого земляка, а саме журналісти І. Захарченко та В. Остапчук. 
Помер Флоріан Цезарович 12 квітня 1994 року. Поет похований у рідному селі Макарівська Буда.

## Про поета в ЗМІ

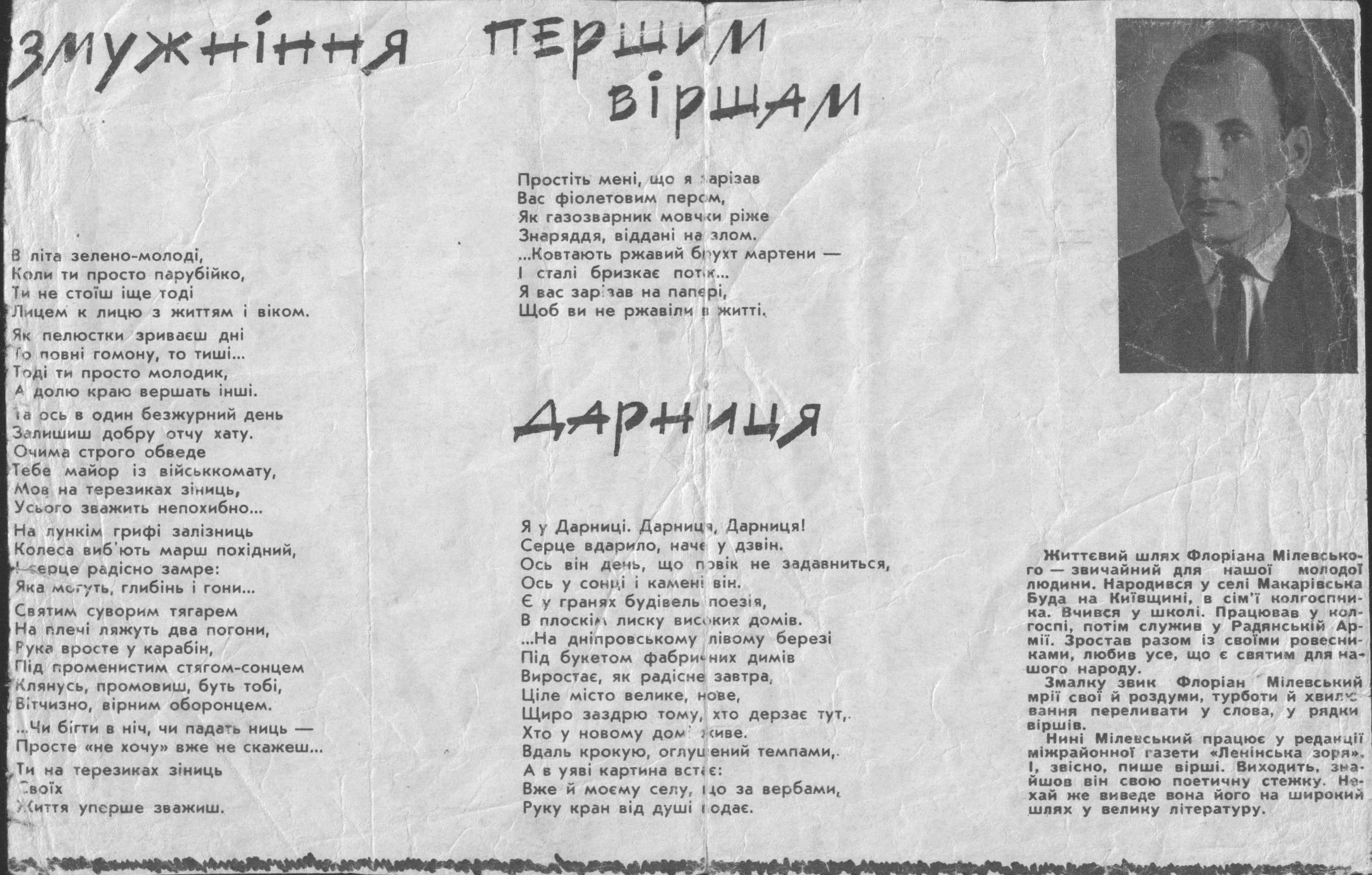
Стаття із газети "Ленінська зоря"
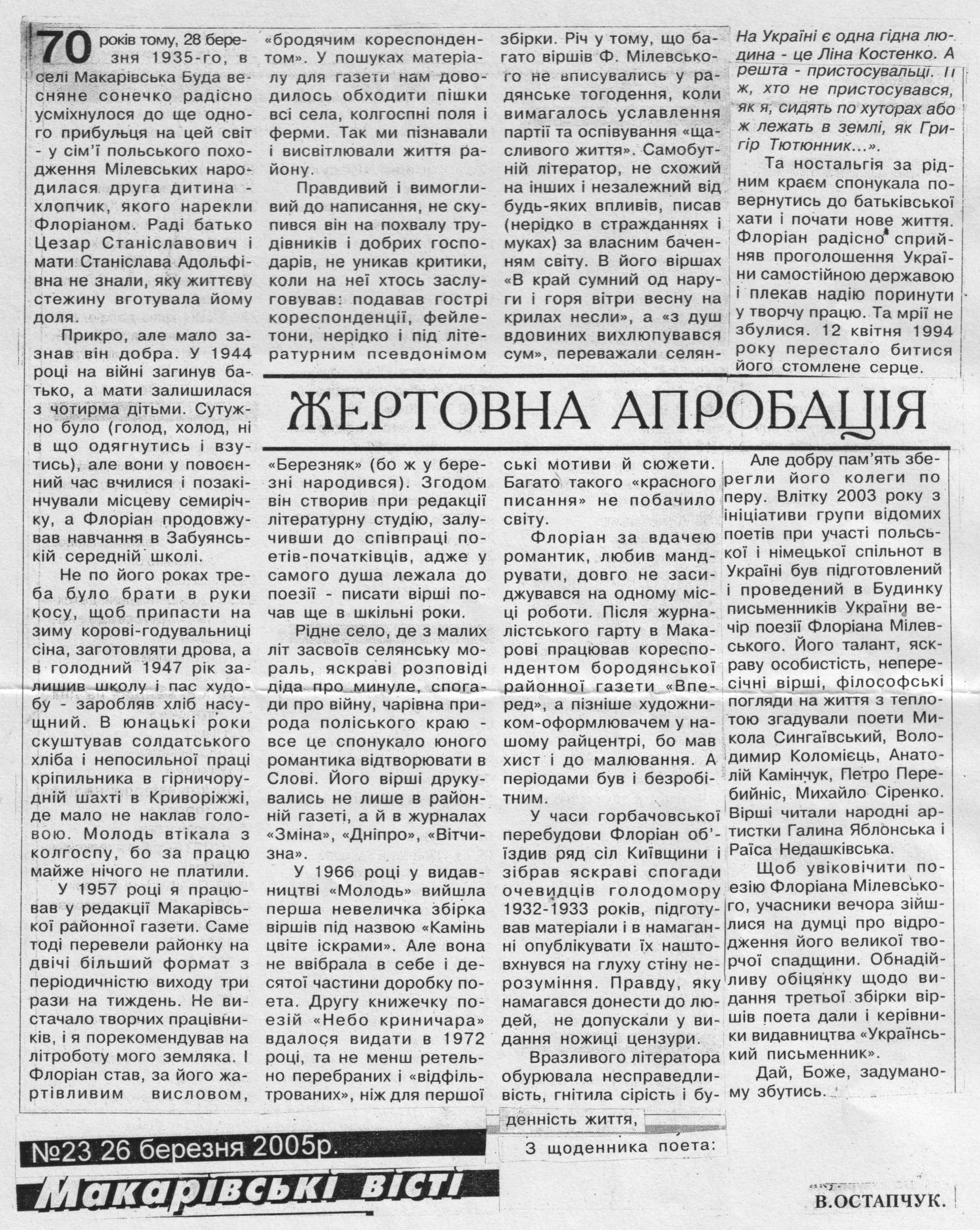
Стаття із газети "Макарівські вісті", 2005
- Стаття із газети "Макарівські вісті", 2010

## Творчість
Акорди
Наш дім - орган. І східців тих акорди
Весь день гучать на радісні лади:
Коли трудар по них уранці сходить,
Басисте "до-ре" чується завжди.
Коли спішать дівчата ясноокі
На фабрику чи сісти за книжки,
Роняють східці ноти більш високі - 
Як "мі-фа-соль" музичать каблучки.
Коли ж назустріч сонцю й вітровію
З м'ячем збігають ті, кому по сім,
Клавіатура східців шаленіє,
Струмкує життєрадісним "ля-сі".
...Вдаряє день
в клавіатуру сходин,
День повен сміху, клопоту й звитяг
І награє найкращу із мелодій -
Мелодію бентежного життя!
ВІЛЬХА
…Сам і коник, і вершник, скакав я у лози — 

Дерти лика на віжки, плести нагаї,

І злякали мене чужаки-бомбовози

І загнали під віти ревінням своїм!

О наївні дитячі напружені схови,

Мідний присмак тривоги і туга-печаль!

Там прилиплий до серця листочок вільховий

Залишив на мені свою вічну печаль.
ТАТО
Що в дитинстві взяте в душу,

Те довіку не забудеш!

Чи я винен, чи я винен,

Що пригадую ізнову:

Батько в хату увіходить,

Батько плащ скидає мокрий.

На плечах у нього сирість

З тої хмари, що закрила

Золоте веселе сонце.

І тому мені здається,

Що у хмар такий же запах,

як в промоклого брезенту,

Що сягала плечі тата

Хмар, склубочених у небі…

Рідний, рідний, татів запах!

Чому він якраз, не знаю,

В пам'ять врізався назавше.

Може, тому, що маленьким

Я тоді злякався зливи…

Шарудіння за дверима,

Й на порозі… Тато! Тато!

Він промоклий, та веселий:

-От линуло, так линуло!..

І скидає плащ дебелий — 

Краплі з каптура сійнулись,

З рукавів…

О милий батьку,

Як давно у нашій хаті

Не було дощу такого!

Як багато пролилося

В ній дощів солоних, тату,

Після того, як пішов ти

У воєнне гримкотіння…
НЕБО КРИНИЧАРА
Копаю вглиб — 

Треба!

Часом не бачу

Неба.

Та як погляну

Д'горі — 

Бачу і вдень 

Зорі!..